# Ekdil
Ekdil es  un pueblo y nagar Panchayat situado en el distrito de Etawah en el estado de Uttar Pradesh (India). Su población es de 11310 habitantes (2011). Se encuentra a 9 km de Etawah.

## Demografía
Según el  censo de 2011 la población de Ekdil  era de 11310 habitantes, de los cuales 5942 eran hombres y 5368 eran mujeres. Ekdil tiene una tasa media de alfabetización del 75,15%, superior a la media estatal del 67,68%: la alfabetización masculina es del 83%, y la alfabetización femenina del 66,49%.